# Karen Dior
Karen Dior, pseudonimo di Geoffrey Gann (14 febbraio 1967 – 25 agosto 2004), è stata un'attrice, regista e scrittrice statunitense.

## Biografia
Nata con il nome di Geoffrey Gann in Missouri, Dior si è trasferita a Los Angeles a 21 anni, dove ha iniziato a lavorare in un salone di bellezza ed esibendosi come drag queen nei bar della West Hollywood. A partire dal 1989, è apparsa come bisessuale e transessuale in circa 120 film per adulti, in molti dei quali con il nome Dior.
Negli anni Novanta, Dior ha rivestito alcuni ruoli per la televisione e film mainstream. Il suo primo ruolo in questo nuovo ambito è stato quello di stalker di Loni Anderson nel 1992 nel film per televisione The Price She Paid. Successivamente, è comparsa nelle serie tv Xena Principessa Guerriera, Head Over Hills e L'atelier di Veronica.
Nel 1995, Dior ha contratto il virus HIV e, successivamente, è diventata un'attivista nella campagna contro l'AIDS. Dopo aver abbandonato il lavoro nell'industria pornografica, Dior ha scritto e pubblicato l'autobiografia Sleeping Under the Stars nel 2001. Nello stesso anno, è uscito il suo album S E X, per il quale ha lavorato con il nome di Geoffrey Karen Dior ed è stata membro di due band: Johnny Depp Clones e Goddess. Dior ha inoltre un dottorato in filosofia. 
È morta il 25 agosto 2004 di epatite.

## Filmografia parziale

### Attrice

#### Cinema
- River Made to Drown In, regia di James Merendino (1997)
- Just Add Love, regia di Jesse Griffith (1997)
- Zigs, regia di Mars Callahan (2001)

#### Video
- Single White Shemale, regdia di Jim Enright (1992)
- Mystery Date, regia di Michael Carpenter (1992)

#### Televisione
- Xena Principessa Guerriera - serie TV, un episodio (1997)
- Head Over Heels - serie TV, un episodio (1997)
- L'atelier di Veronica - serie TV, un episodio (1998)

### Regista
- I Dream of Queenie (1997)
- Genderella (1998)
- Playing the Odds (1998)
- Getting Personal (1999)
- Bi Athletes (2000)
- Bi-Dazzled (2001)
- Leather Temptation (2002)
- Bi-Sluts (2001)

## Pubblicazioni
- (EN) Karen Dior, Sleeping Under the Stars, 2001, ISBN 0970695608.